# Melique

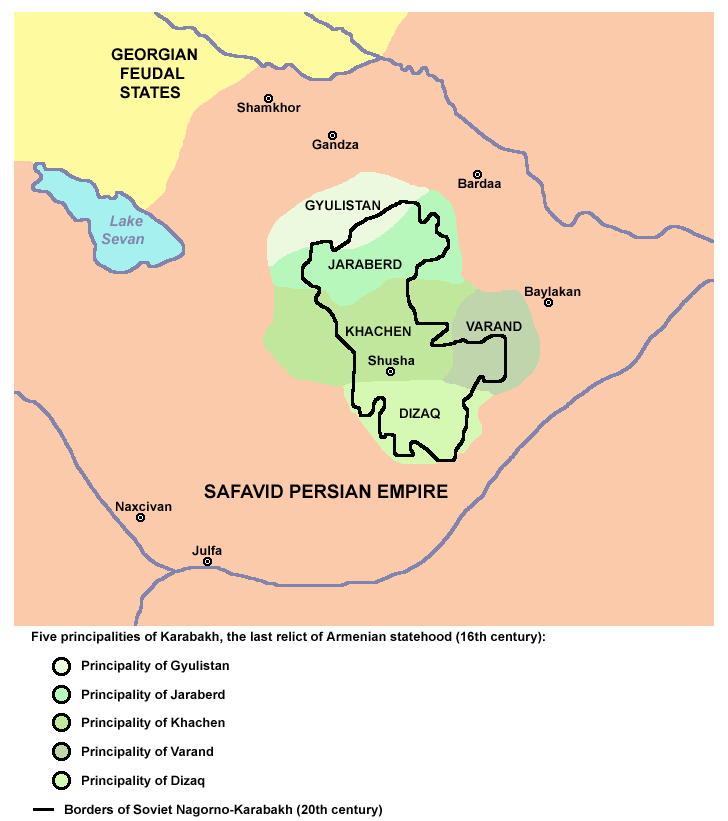
Cinco melicados de Carabaque (Gulistão, Jaraberde, Cachene, Varanda, Dizaque), a última relíquia do Estado armênio (século XVI).

Melique (em armênio/arménio:  Մելիք, transl. melik’; em árabe: ملك, translit. malik, lit. 'rei, mestre, governante'), um título nobre dos governantes do sul do Cáucaso e de alguns países asiáticos.